# Klackenbergia
Klackenbergia är ett släkte av gentianaväxter. Klackenbergia ingår i familjen gentianaväxter.
Kladogram enligt Catalogue of Life:
| Klackenbergia | \| \| Klackenbergia condensata \| \| \| \| \| \| Klackenbergia stricta \| \| \| \| |
|               | \| \| Klackenbergia condensata \| \| \| \| \| \| Klackenbergia stricta \| \| \| \| |
|               | Klackenbergia condensata                                                           |
|               |                                                                                    |
|               | Klackenbergia stricta                                                              |
|               |                                                                                    |